# 大きな水たまり
「大きな水たまり」（おおきなみずたまり）は、シュノーケルの楽曲。2005年11月2日にSME Recordsより1作目のシングルとして発売された。

## 解説
2004年1月に結成されて以来、インディーズで活動してきたシュノーケルのメジャー・デビュー・シングル。
MVには内山昂輝が出演。MVの監督は上田大樹が務めた。
歌詞カードのイラストは、香葉村多望によるもの。
本作からバンド初のバンドスコア『「大きな水たまり/波風サテライト」+2』が2006年2月17日に発売された。このバンドスコアには、シングル『大きな水たまり』『波風サテライト』の収録曲の他、インディーズ盤『ソラカラフル』収録の「レコード」「空穴」も収録されている。

## 収録曲
| 全作詞・作曲: 西村晋弥。 |                    |           |            |                         |      |
| #                        | タイトル           | 作詞      | 作曲・編曲 | 編曲                    | 時間 |
| 1.                       | 「大きな水たまり」 | 西村晋弥  | 西村晋弥   | シュノーケル 上田ケンジ | 5:15 |
| 2.                       | 「海の手毬唄」     | 西村晋弥  | 西村晋弥   | シュノーケル 上田ケンジ | 5:31 |
| 3.                       | 「小規模夢想」     | 西村晋弥  | 西村晋弥   | シュノーケル 河野圭     | 5:00 |
| 合計時間:                | 合計時間:          | 合計時間: | 15:46      |                         |      |

## 曲の解説
1. 大きな水たまり
テレビ東京系『LIVE BANG!』11月度エンディングテーマ。
デモテープ『大きな水たまり/さいごのチュウ』や自主制作盤『シュノーケル』に収録された楽曲のリメイク作品で、アレンジが大きく異なり、ギター・ロックを基本としながら、フォーキーなテイストや打ち込み音を取り入れたアレンジとなっている。また歌詞が加えられ、原曲よりも演奏時間が長くなっている。
2. 海の手毬唄
アルバム未収録。
3. 小規模夢想
西村が10代の頃に書いた楽曲で[3]、10代の頃に香葉村が西村から渡されたデモテープに収録されていた楽曲のうちの1曲[4][注釈 1]。
アルバム未収録。

## 参加ミュージシャン
- 西村晋弥：ボーカル、ギター
- 香葉村多望：ベース
- 山田雅人：ドラムス
- 十川知司：キーボード・プログラミング（＃1）
- 河野圭：プログラミング（＃3）

## タイアップ
大きな水たまり
- テレビ東京系『LIVE BANG!』11月度エンディングテーマ
- 全国音楽情報番組『MUSIC B.B.』2005年11月度オープニングテーマ
- KBCテレビ『ドォーモ』2005年11月度エンディングテーマ
- KBCテレビ『V3』2005年11月度エンディングテーマ

## 収録アルバム
大きな水たまり
- SNOWKEL SNORKEL
- Best+